# Marianna Longa
Marianna Longa (Tirano, 26 agosto 1979) è un'ex fondista italiana.

## Biografia
Originaria di Livigno, ottenne il primo risultato di rilievo in campo internazionale ai Mondiali juniores del 1999, quando vinse il bronzo nella 5 km a tecnica classica. Non gareggiò dal 25 marzo 2007 al 2 marzo 2008 per gravidanza.
In Coppa del Mondo debuttò il 17 marzo 2000 nella 5 km a tecnica classica di Bormio (39ª), ottenne il primo podio il 7 febbraio 2004 nella staffetta di La Clusaz (3ª) e la prima vittoria il 30 gennaio 2009 nella 10 km a tecnica libera con partenza in linea di Rybinsk, davanti alla compagna di squadra Arianna Follis. Un mese dopo conquistò l'argento nella 10 chilometri a tecnica classica e il bronzo nella sprint a squadre ai Mondiali di Liberec.
In carriera partecipò a due edizioni dei Giochi olimpici invernali, Salt Lake City 2002 (20ª nella 10 km, 33ª nella 30 km, 6ª nella staffetta) e Vancouver 2010 (18ª nella 10 km, 11ª nella 30 km, 7ª nell'inseguimento, 4ª nella staffetta), e a quattro dei Campionati mondiali.
Annunciò il suo ritiro dalle compitezioni al termine della stagione 2010-2011.

## Palmarès

### Mondiali
- 2 medaglie:
  - 1 argento (10 km a Liberec 2009)
  - 1 bronzo (sprint a squadre a Liberec 2009)

### Mondiali juniores
- 1 medaglia:
  - 1 bronzo (5 km a Saalfelden 1999)

### Coppa del Mondo
- Miglior piazzamento in classifica generale: 6ª nel 2009
- 10 podi (4 individuali, 6 a squadre):
  - 2 vittorie (1 individuale, 1 a squadre)
  - 4 secondi posti (2 individuali, 2 a squadre)
  - 4 terzi posti (1 individuale, 3 a squadre)

#### Coppa del Mondo - vittorie
| Data            | Luogo   | Paese  | Disciplina                                               |
| --------------- | ------- | ------ | -------------------------------------------------------- |
| 30 gennaio 2009 | Rybinsk | Russia | 10 km TL MS                                              |
| 6 febbraio 2011 | Rybinsk | Russia | 4x5 km (con Magda Genuin, Silvia Rupil e Arianna Follis) |

Legenda:
MS = partenza in linea
TC = tecnica classica
TL = tecnica libera

#### Coppa del Mondo - competizioni intermedie
- 4 podi di tappa:
  - 4 terzi posti